# Hymenobelba diversisetosa
Hymenobelba diversisetosa är en kvalsterart som beskrevs av Malcolm Luxton 1988. Hymenobelba diversisetosa ingår i släktet Hymenobelba och familjen Ameridae. Inga underarter finns listade i Catalogue of Life.